# Castell de Schackenborg
El Castell de Schackenborg és una de les residències habituals de la família reial danesa. Actualment és la residència oficial del príncep Joaquim de Dinamarca, segon fill de la reina Margarida II de Dinamarca i tercer en la línia de successió dinàstica.
Situat a cinc quilòmetres a l'oest de Tønder, el Castell de Schackenborg s'estén en un idil·líc paisatge de la vila de Møgeltønder. Aquesta localitat era la residència dels bisbes de Ribe que protegiren el desenvolupament de la regió i el creixement i desenvolupament de la cultura frisona.
Amb el procés de reforma religiosa les possessions dels bisbes de Ribe revertiren en favor de la Corona, entre les quals destacava el Castell de Schackenborg. L'any 1661, el rei fou donació del castell i les terres del voltant al general Hans Schack en compensació pels serveis prestats durant les guerres contra Suècia. Durant onze generacions el Castell va pertànyer a la família Schack fins que l'any 1978 la propietat revertí a la Corona a conseqüència de l'absència d'hereus de la família Schack.
L'any 1993 el Castell de Schackenborg i la seva propietat fou cedida al príncep Joaquim de Dinamarca que havia estudiat enginyeria agrònoma. El príncep establí al castell la seva residència principal malgrat que mantingué apartament privat a Amalienborg.
Des de 1995 i fins al 2005 el Castell fou el domicili de Joaquim i de la seva família arran del seu casament amb la ciutadana hong-konesa Alexandra Manley. Amb una donació popular arran del seu casament que arribà als 13.000.000 de corones daneses, es procedí a la restauració del Castell.
Malgrat que el Castell i els jardins no són oberts al públic, durant un seguit de mesos a l'estiu es pot realitzar una ruta guiada pels jardins principals del Castell.